# Московиц, Мириам
Мириам Московиц (англ. Miriam Ruth Moskowitz, 10 июня 1916, Бейонн, Нью-Джерси — 14 февраля 2018) — американская школьная учительница, отсидевшая два года в тюрьме после того, как была осуждена за участие в атомном шпионаже в пользу Советского Союза.
Она родилась 10 июня 1916 года в Бейонне, штат Нью-Джерси. Она окончила вечернее обучение в Городском колледже Нью-Йорка со степенью бакалавра искусств в области педагогики в 1942 году.

## Дело об атомном шпионаже
В 1950 году, в эпоху маккартизма, в рамках судебного преследования атомных шпионов Мириам Московиц было предъявлено обвинение в сговоре с Авраамом Бротманом и Гарри Голдом с целью воспрепятствовать правосудию. 
Московиц была секретаршей и возлюбленной Бротмана, который был инженером-химиком и предпринимателем и хотел  установить деловые отношения с советскими внешнеторговыми организациями, для чего передавал через Гарри Голда советской разведке техническую информацию, которая до того была опубликована в профессиональных изданиях.
Преследование Московиц возникло в результате расследования советского ядерного шпионажа в отношении Манхэттенского проекта и связанной с ним деятельности, посредством которой Соединённые Штаты разработали атомную бомбу. Расследование завершилось преследованием и казнью Юлиуса и Этель Розенберг за шпионаж. Суд над Московиц и Бротманом проходил под председательством судьи Ирвинга Кауфмана, а обвинения вели прокурор Южного округа Нью-Йорка Ирвинг Сэйпол и его 23-летний конфиденциальный помощник Рой Кон. Гарри Голд и Элизабет Бентли дали показания против Московиц и её соответчика Авраама Бротмана.
Рой Кон рассматривал это дело как «пробную версию предстоящего суда над Розенбергами. Мы смогли увидеть, как справились Голд и Бентли на суде, и мы смогли увидеть, как справились мы — Сэйпол и я». Всего несколько месяцев спустя судья Кауфман председательствовал на судебном процессе по делу о шпионаже над Джулиусом и Этель Розенбергами, на котором прокурор США Ирвинг Сэйпол и Рой Кон привлекли Розенбергов к ответственности, а Гарри Голд и Элизабет Бентли дали показания против Розенбергов.
Во время суда Московиц содержалась в женском изоляторе Нью-Йорка, где она познакомилась с Этель Розенберг.
Московиц признали виновной в заговоре с целью воспрепятствовать правосудию. Судья Кауфман приговорил её к двум годам тюремного заключения и штрафу в 10 тысяч долларов. Московиц отбывала срок в федеральном тюремном лагере Олдерсон в Западной Вирджинии.
В 1951 году приговор Аврааму Бротману за воспрепятствование осуществлению правосудия был отменён Апелляционным судом второго округа США на том основании, что место рассмотрения дела не находилось в Южном округе Нью-Йорка. Приговор Московиц при апелляции был оставлен в силе.
Ирвинг Сэйполу было предъявлено обвинение в 1976 году вместе с С. Сэмюэлем Дифалко во взяточничестве и лжесвидетельстве в связи с предполагаемой схемой получения средств оценочной и аукционной комиссий для сына Сэйпола; обвинения были сняты.
Рой Кон был дисквалифицирован Апелляционным отделом Верховного суда штата Нью-Йорк за неэтичное поведение в 1986 году.
Досье Федерального бюро расследований по делу Бротмана—Московиц раскрыто.

## Дальнейшая жизнь
После выхода из тюрьмы Московиц стала учителем математики в государственной школе. Она также была альтисткой-любительницей.
В 2010 году Московиц опубликовала книгу о своём опыте под названием «Призрачные шпионы, призрачное правосудие».
В 2014 году Московиц подала ходатайство о выдаче судебного приказа Coram nobis, чтобы оспорить свой приговор. Её петиция получила освещение в национальных новостях. Её ходатайство было отклонено судьёй Элвином Хеллерштейном.
Мириам жила в Вашингтон-Тауншип, округ Берген, штат Нью-Джерси. Она умерла 14 февраля 2018 года в возрасте 101 года.